# Lagothrix cana
El mono lanudo gris (Lagothrix cana) es una especie de primate catarrino perteneciente a la familia Atelidae. Es una de las cuatro especies del género Lagothrix (monos lanudos) y habita en Brasil, Perú y Bolivia.

## Distribución y hábitat
Se reconocen dos subespecies de Lagothrix cana: L. c. cana and L. c. tschudii. L. c. cana habita en Brasil y Perú, y L. c. tschudii se halla solamente al sudeste de Perú. La subespecie L. c. tschudii, en Brasil, se distribuye al sur del Amazonas entre los ríos Juruá Tapajós y Juruena. En Perú, se lo encuentra entre los ríos Pachitea y Ucayali y el sur del Inuya hasta las dos riveras en el río Madre de Dios y el río Tambopata hasta la frontera con Bolivia. L. c. tschudii habita en un área restringida al sureste de Perú. En 1999 se descubrió una población aislada en el parque nacional Madidi en Bolivia. El pelaje de esta población es notoriamente más claro y podría tratarse de una nueva subespecie.
Lagothrix cana vive principalmente en la selva nubosa a una altitud de entre 1000 a 2500 m s. n. m. La población reportada en Bolivia habita a altitudes inferiores a los 700 m s. n. m. 
Pasa la mayor parte del tiempo en el dosel arbóreo en procura de alimento. Se movilizan entre los árboles apoyándose en su cola larga y prensil, una característica común en los miembros de la familia Atelidae. Son capaces de suspenderse de la cola y con frecuencia la usan para acortar las brechas mientras viajan entre los árboles.

## Biología
Los machos son más grandes que las hembras, los machos miden entre 46 y 65 cm de largo excluyendo la cola. El tamaño de las hembras varía entre 46 y 58 cm. La cola es más larga que el cuerpo y mide entre 66 y 68 cm. Los machos pesan en promedio 9,5 kg y las hembras 7,7 kg. El pelaje es de color gris y las manos, pies, cara y la superficie interna de los miembros anteriores tienen un tono obscuro.
La dieta es principalmente frugívora, pero al escasear pueden consumir brotes tiernos y semillas.
Los monos lanudos grises viven en grupos de entre 11 y 25 miembros de ambos sexos y diferentes edades. Los miembros del grupo se movilizan juntos y muestran escasa agresión hacia individuos de otros grupos y pueden compartir sus sitios de alimentación estos.

## Conservación
En la Lista Roja de la UICN, desde 2008, la especie se considera en peligro de extinción debido a que se presume un decremento en la población del 50% en los últimos 45 años (tres generaciones) a causa de la deforestación y la caza.
La principal amenaza es la caza por su carne y la captura como mascotas. Generalmente las hembras perecen durante la captura de las crías que será vendidas como mascotas. Otra amenaza importante es la deforestación. La minería de casiterita es fuente de riesgo por la deforestación y la caza derivada de la presencia humana.
La especie se encuentra protegida actualmente en varios parques nacionales en Brasil. La totalidad de la población conocida en Bolivia habita en el Área Natural de Manejo Integrado Nacional Apolobamba y el parque nacional Madidi. También se incluye en el apéndice II de la CITES.